# IC 5376
IC 5376 — галактика типу Sab (компактна витягнута галактика) у сузір'ї Андромеда.
Цей об'єкт міститься в оригінальній редакції індексного каталогу.